# Николаевский сельсовет (Курганская область)
Николаевский сельсовет — упразднённые административно-территориальная единица и муниципальное образование (сельское поселение) в Щучанском районе Курганской области Российской Федерации.
Административный центр — село Николаевка.
9 января 2022 года сельсовет был упразднён в связи с преобразованием муниципального района в муниципальный округ.

## История
Статус и границы установлены Законом Курганской области от 3 декабря 2004 года № 891 «Об установлении границ муниципального образования Николаевского сельсовета, входящего в состав муниципального образования Щучанского района».

## Население
| 1989 | 2002 | 2004 | 2010 | 2012 | 2013 | 2014 |
| ---- | ---- | ---- | ---- | ---- | ---- | ---- |
| 1074 | ↘807 | ↘769 | ↘478 | ↘464 | ↘461 | ↘447 |
| 2015 | 2016 | 2017 | 2018 | 2019 | 2020 |      |
| ↘436 | ↘415 | ↘397 | ↘372 | ↘362 | →362 |      |

## Состав сельского поселения
| № | Населённый пункт | Тип населённого пункта       | Население |
| - | ---------------- | ---------------------------- | --------- |
| 1 | Кнутово          | деревня                      | ↘57       |
| 2 | Мурашово         | деревня                      | ↘38       |
| 3 | Николаевка       | село, административный центр | ↘258      |
| 4 | Чердаки          | деревня                      | ↘46       |
| 5 | Чудняково        | деревня                      | ↘79       |